# Spanische Badmintonmeisterschaft 2009
Die Spanische Meisterschaft 2009 im Badminton war die 28. Auflage der spanischen Titelkämpfe im Badminton. Sie fand im Polideportivo Florida y Babel in Alicante vom 8. bis zum 10. Mai 2009 statt.

## Sieger und Platzierte
| Disziplin    | Gold                            | Silber                                  | Bronze                                 |
| ------------ | ------------------------------- | --------------------------------------- | -------------------------------------- |
| Herreneinzel | Pablo Abián                     | Sergio Llopis                           | Alejandro Villar                       |
| Herreneinzel | Pablo Abián                     | Sergio Llopis                           | David Leal                             |
| Dameneinzel  | Carolina Marín                  | Beatriz Corrales                        | Laura Molina                           |
| Dameneinzel  | Carolina Marín                  | Beatriz Corrales                        | Carolina Chan                          |
| Herrendoppel | David Leal Eliezer Ojeda        | Javier Abian Pablo Abián                | Rafael Fernández Arteaga Sergio Llopis |
| Herrendoppel | David Leal Eliezer Ojeda        | Javier Abian Pablo Abián                | Sergio Berenguer Alejandro Villar      |
| Damendoppel  | Ana María Martín Carolina Marín | Inmaculada Aparicio Sandra Chirlaque    | Manuela Diaz Laura Martínez            |
| Damendoppel  | Ana María Martín Carolina Marín | Inmaculada Aparicio Sandra Chirlaque    | Edurne Echarri Patricia Pérez          |
| Mixed        | Carlos Longo Haideé Ojeda       | Rafael Fernández Arteaga Yoana Martínez | Nicolás Escartín Noelia Jimenez        |
| Mixed        | Carlos Longo Haideé Ojeda       | Rafael Fernández Arteaga Yoana Martínez | Oscar Martínez Raquel Miguens          |

## Finalergebnisse
| Disziplin    | Sieger                          | Finalist                                | Ergebnis            |
| ------------ | ------------------------------- | --------------------------------------- | ------------------- |
| Herreneinzel | Pablo Abián                     | Sergio Llopis                           | 21–10, 21–14        |
| Dameneinzel  | Carolina Marín                  | Beatriz Corrales                        | 18–21, 22–20, 21–19 |
| Herrendoppel | David Leal Eliezer Ojeda        | Javier Abián Pablo Abián                | 23–21, 23–21        |
| Damendoppel  | Ana María Martín Carolina Marín | Inmaculada Aparicio Sandra Chirlaque    | 21–15, 19–21, 25–23 |
| Mixed        | Carlos Longo Haideé Ojeda       | Rafael Fernández Arteaga Yoana Martínez | 21–15, 22–20        |